# Walther von Dyck

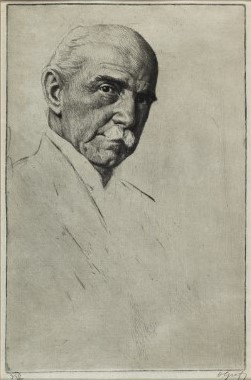
Porträt Walther von Dyck (Quelle: Kepler-Gesellschaft).

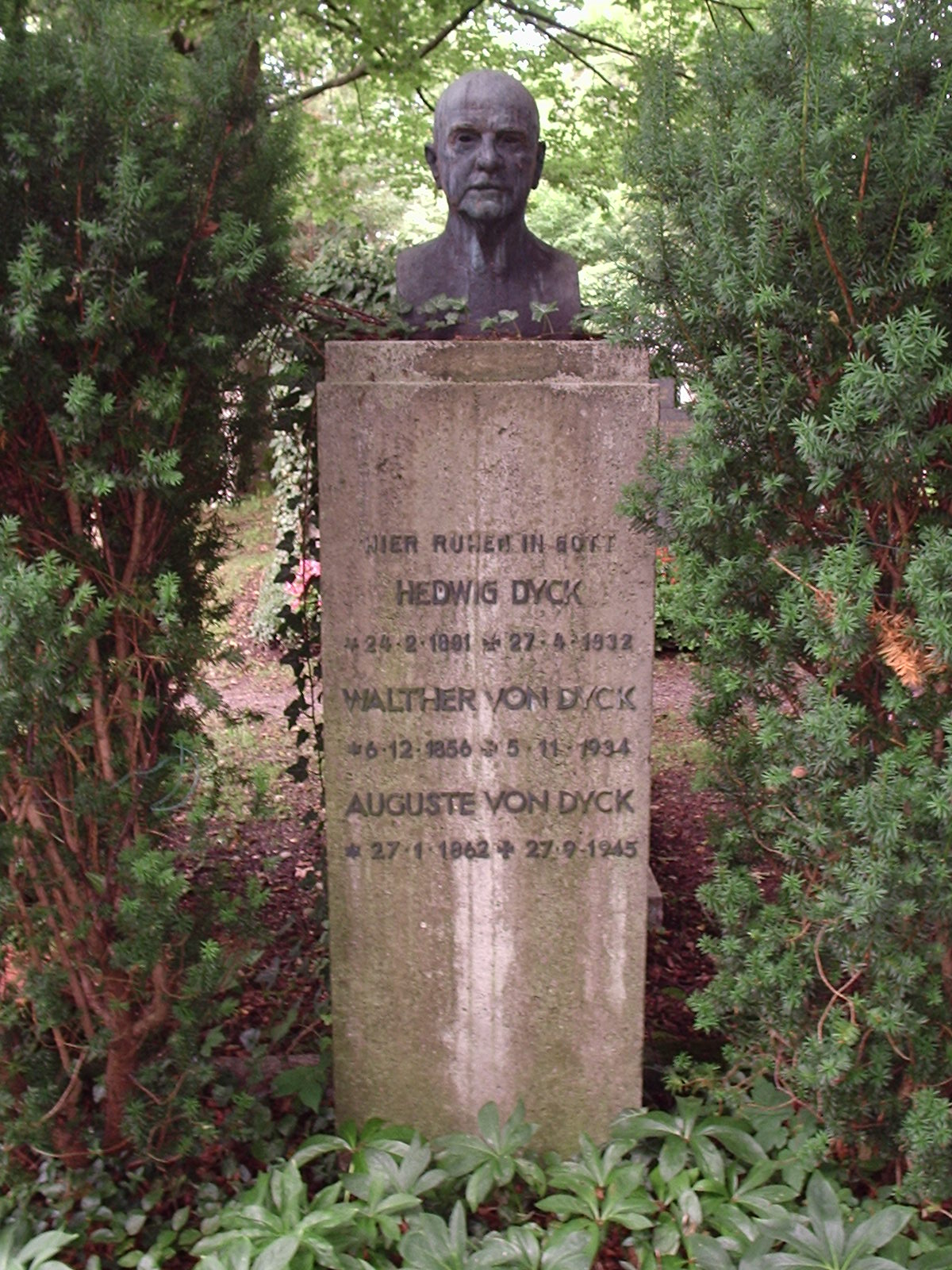
Grabstätte

Walther Franz Anton Dyck, seit 1901 Ritter von Dyck (* 6. Dezember 1856 in München; † 5. November 1934 ebenda), war ein deutscher Mathematiker.

## Leben
Walther Dyck war der Sohn von Hermann Dyck, dem Direktor der Kunstgewerbeschule in München, und auch sein Sohn hatte künstlerische Interessen. Er studierte in München, Berlin, Leipzig und wurde 1879 in München bei Felix Klein promoviert (Über regulär verzweigte Riemannsche Flächen und die durch sie definierten Irrationalitäten). 1880 folgte er Klein als Assistent nach Leipzig, wo er sich 1882 habilitierte. 1884 wurde er Professor an der Königlich Bayerischen Technischen Hochschule München, der heutigen Technischen Universität, wo er die mathematische Ingenieurausbildung verbesserte und von 1903 bis 1906 sowie von 1919 bis 1925 Rektor war. Am 5. März 1901 wurde er mit dem Verdienstorden der Bayerischen Krone ausgezeichnet und aufgrund der Ordensstatuten als Ritter von Dyck in den persönlichen Adelsstand erhoben. Im Jahr 1887 wurde er zum Mitglied der Leopoldina gewählt. Er war Inhaber des Verdienstordens vom Hl. Michael III. Klasse und des k. preußischen Kronenordens III. Klasse.
Er war zusammen mit Oskar von Miller und Carl von Linde Mitbegründer des Deutschen Museums in München. Einer seiner bekanntesten Schüler war Martin Wilhelm Kutta. Bekannt ist er unter anderem durch die nach ihm benannten Dyck-Sprachen. Seit 1892 war er ordentliches Mitglied der Bayerischen Akademie der Wissenschaften und von 1924 bis 1934 Klassensekretar. Ab 1906 begann er an der Akademie mit den Vorbereitungen zur Herausgabe der Werke von Johannes Kepler, deren Erscheinen ab 1937 er jedoch nicht mehr erlebte; die Edition wurde dann von Max Caspar weiter betreut. Für seine Verdienste um Keplers Andenken und Werk wurde er 1931 Ehrenbürger Weil der Stadts.
1901 und 1912 war er Vorsitzender der Deutschen Mathematiker-Vereinigung. Von 1925 bis 1926 war er Vorsitzender der Gesellschaft Deutscher Naturforscher und Ärzte.
Als Mathematiker war er den Forschungsrichtungen seines Lehrers Felix Klein verpflichtet und widmete sich besonders der Gruppentheorie und Funktionentheorie. Außerdem beschäftigte er sich mit Differentialgeometrie und arbeitete über den Satz von Gauß-Bonnet.
1908 hielt er einen Plenarvortrag auf dem Internationalen Mathematikerkongress in Rom über das Projekt der Enzyklopädie der mathematischen Wissenschaften. In der NS-Zeit erhielt ihm zu Ehren das Hauptgebäude der Technischen Universität München an der Arcisstraße die Adresse Walther-von-Dyck-Platz 1.
Walther von Dycks Grabstätte befindet sich auf dem Friedhof Solln.

## Werke
- Katalog mathematischer und mathematisch-physikalischer Modelle, Apparate und Instrumente. : nebst Nachtrag / mit einem Vorwort von Joachim Fischer. – Nachdruck. Olms, Zürich 1994, ISBN 3-487-09865-2.